# Lista de escritores da Hungria
Esta é uma lista de escritores da Hungria.

## A
- Ignác Acsády (1845–1904)
- Tamás Aczél (1921–1994)
- Endre Ady (1877–1919)
- Zoltán Ambrus (1861–1932)
- Lajos Áprily (1897–1973)
- János Arany (1817–1882)
- László Arany (1844–1898)

## B
- Mihály Babits (1883–1941)
- József Bakucz (1929–1990)
- Bálint Balassi (1554–1594)
- Béla Balázs (1884–1949)
- János Batsányi (1763–1845)
- Dániel Berzsenyi (1776–1836)
- György Bessenyei (1747–1811)
- Kata Bethlen (1700–1759)
- Miklós Bethlen (1642–1716)
- Ádám Bodor (1936–)
- Péter Bornemisza (1535–1584)

## C
- László Cholnoky (1879–1929)
- Viktor Cholnoky (1868–1912)
- László Cs. Szabó (1905–1984)
- Géza Csáth (1887–1919)
- Mihály Csokonai Vitéz (1773–1805)

## D,E,F
- György Dalos (1943–)
- Tibor Déry (1894–1977)
- József Eötvös (1813–1871)
- Péter Esterházy (1950–)
- Ferenc Faludi (1704–1779)
- György Faludy (1910–)
- Mihály Fazekas (1766–1828)
- István Fekete (1900–1970)
- Miksa Fenyő (1877–1972)
- Jolán Földes (1903–1963)
- Milán Füst (1888-1967)

## G
- Erzsébet Galgóczi (1930–1991)
- Géza Gárdonyi (1863–1922)
- Loránd Gáspár (1925–)
- Nándor Gion (1940–)
- Lajos Grendel (1948–)
- Albert Gyergyai (1893–1981)
- Balázs Györe (1954–)
- Pál Gyulai (1826–1909)

## H,I,J
- Győző Határ
- Ferenc Herczeg (1863–1954)
- Elemér Horváth (1933–)
- János Horváth (1878–1953)
- Miklós Hubay (1918–)
- Gyula Illyés (1902–1983)
- Mór Jókai (1825–1904)
- Miklós Jósika (1794–1865)
- Attila József (1905–1937)
- Ferenc Juhász (1924–)
- Gyula Juhász (1883–1937)

## K
- Margit Kaffka (1880–1918)
- Ferenc Karinthy (1921–1992)
- Frigyes Karinthy (1887–1938)
- Lajos Kassák (1887–1967)
- József Katona (1791–1830)
- Ferenc Kazinczy (1759–1831)
- Zsigmond Kemény (1814–1875)
- Imre Kertész (1928–) vencedor de Prémio Nobel em 2002
- Ákos Kertész (1932–)
- Károly Kisfaludy (1788–1830)
- Sándor Kisfaludy (1772–1844)
- Ephraim Kishon (1924–2004)
- József Kiss (1842–1921)
- János Kodolányi (1899–1969)
- Arthur Koestler (1905–1983)
- Ferenc Kölcsey (1790–1838)
- György Konrád (1933–)
- István Kormos (1923–1977)
- Dezső Kosztolányi (1885–1936)
- László Krasznahorkai (1954–)
- Gyula Krúdy (1878–1933)

## L,M
- Zsolt Láng (1958–)
- Ervin Lázár (1936–)
- Imre Madách (1823–1864)
- Iván Mándy (1918–1995)
- Sándor Márai (1900–1989)
- László Márton (1954–)
- Miklós Mészöly (1921–)
- Kálmán Mikszáth (1847–1910)
- Ferenc Molnár (1878–1952)
- Zsigmond Móricz (1879–1942)

## N,O
- Péter Nádas (1942–)
- Lajos Nagy (1883–1954)
- László Nagy (1925–1978)
- Ágnes Nemes Nagy (1922–1991)
- László Németh (1903–1975)
- István Örkény (1912–1979)
- Géza Ottlik (1912–1990)

## P
- Janus Pannonius (1434–1472)
- Lajos Parti Nagy (1953–)
- Péter Pázmány (1570–1637)
- Jenő Péterfy (1850–1899)
- Sándor Petőfi (1823–1849)
- György Petri (1944–2002)
- János Pilinszky (1921–1981)

## R,S
- Miklós Radnóti (1909–1944)
- Zsuzsa Rakovszky (1950–)
- Zsigmond Remenyik (1900–1962)
- György Somlyó (1920–)
- György Spiró (1946–)
- Dezső Szabó (1879–1945)
- Lőrinc Szabó (1901–1957)
- Magda Szabó (1917–)
- István Széchenyi, comte (1791–1860)
- Miklós Szentkuthy (1908–1988)
- Ernő Szép (1884–1953)
- Antal Szerb (1901–1945)
- Domokos Szilágyi (1938–1976)
- István Szilágyi (1819–1897)
- Dezső Szomory (1869–1944)
- Géza Szöcs (1952–)

## T
- Áron Tamási (1897–1966)
- Dezső Tandori (1938–)
- János Térey (1970–)
- Józsi Jenő Tersánszky (1888–1969)
- Ottó Tolnai (1941–)
- Árpád Tóth (1886–1928)

## V,W,Z
- János Vajda (1825–1897)
- István Vas (1910–1991)
- György Végh (1919–1982)
- Mihály Vörösmarty (1800–1855)
- Albert Wass (1908–1998)
- Sándor Weöres (1913–1989)
- Zoltán Zelk (1906–1981)
- Lajos Zilahy (1891–1976)
- Miklós Zrínyi (1620–1664)